# DD-WRT
DD-WRT는 라우터의 기본 펌웨어를 대체할 목적으로 만들어진 리눅스 운영체제 기반 펌웨어이다. 다양한 라우터 기기에서 작동하며 리눅스 고유의 특성을 제공한다.

## 같이 보기
- 비지박스
- OpenWrt